# Bermuda az 1952. évi nyári olimpiai játékokon
Bermuda a finnországi Helsinkiben megrendezett 1952. évi nyári olimpiai játékok egyik részt vevő nemzete volt. Az országot az olimpián 3 sportágban 6 sportoló képviselte, akik érmet nem szereztek.

## Atlétika
Női
| Versenyző                | Versenyszám | Előfutam | Előfutam | Előfutam | Negyeddöntő | Negyeddöntő | Negyeddöntő | Elődöntő | Elődöntő | Elődöntő | Döntő   | Döntő    |
| Versenyző                | Versenyszám | Idő      | Hely.    | Össz.    | Idő         | Hely.       | Össz.       | Idő      | Hely.    | Össz.    | Idő     | Helyezés |
| ------------------------ | ----------- | -------- | -------- | -------- | ----------- | ----------- | ----------- | -------- | -------- | -------- | ------- | -------- |
| Thelma Jones             | 100 m       | 12,75    | 4.       | 29.*     | kiesett     | kiesett     | kiesett     | kiesett  | kiesett  | kiesett  | kiesett | kiesett  |
| Phyllis Lightbourn-Jones | 100 m       | 13,55    | 5.       | 52.      | kiesett     | kiesett     | kiesett     | kiesett  | kiesett  | kiesett  | kiesett | kiesett  |

| Versenyző                | Versenyszám | Selejtező | Selejtező | Döntő    | Döntő    |
| Versenyző                | Versenyszám | Eredmény  | Helyezés  | Eredmény | Helyezés |
| ------------------------ | ----------- | --------- | --------- | -------- | -------- |
| Thelma Jones             | Távolugrás  | 555 cm    | 11.       | 533 cm   | 22.      |
| Phyllis Lightbourn-Jones | Távolugrás  | 492 cm    | 33.       | kiesett  | kiesett  |

* - egy másik versenyzővel azonos időt ért el

## Műugrás
Férfi
| Versenyző      | Versenyszám    | Selejtező | Selejtező | Döntő   | Döntő    |
| Versenyző      | Versenyszám    | Pont      | Helyezés  | Pont    | Helyezés |
| -------------- | -------------- | --------- | --------- | ------- | -------- |
| Frank Gosling  | Egyéni műugrás | 59,57     | 25.       | kiesett | kiesett  |
| Mickey Johnson | Egyéni műugrás | 58,70     | 28.       | kiesett | kiesett  |

## Úszás
Férfi
| Versenyző       | Versenyszám  | Előfutam | Előfutam | Előfutam | Elődöntő | Elődöntő | Elődöntő | Döntő   | Döntő    |
| Versenyző       | Versenyszám  | Idő      | Hely.    | Össz.    | Idő      | Hely.    | Össz.    | Idő     | Helyezés |
| --------------- | ------------ | -------- | -------- | -------- | -------- | -------- | -------- | ------- | -------- |
| Walter Bardgett | 100 m gyors  | 1:04,4   | 7.       | 56.      | kiesett  | kiesett  | kiesett  | kiesett | kiesett  |
| Walter Bardgett | 400 m gyors  | 5:18,0   | 5.       | 46.      | kiesett  | kiesett  | kiesett  | kiesett | kiesett  |
| Walter Bardgett | 1500 m gyors | 21:42,4  | 5.       | 35.      |          |          |          | kiesett | kiesett  |
| Robert Cook     | 1500 m gyors | 20:59,6  | 6.       | 31.      |          |          |          | kiesett | kiesett  |
| Robert Cook     | 100 m gyors  | 1:04,1   | 6.       | 54.*     | kiesett  | kiesett  | kiesett  | kiesett | kiesett  |
| Robert Cook     | 400 m gyors  | 5:15,4   | 7.       | 44.      | kiesett  | kiesett  | kiesett  | kiesett | kiesett  |

* - egy másik versenyzővel azonos időt ért el